# Дидимий

Дидим ('Di=95') в первом варианте таблицы Менделеева (1869 г.).

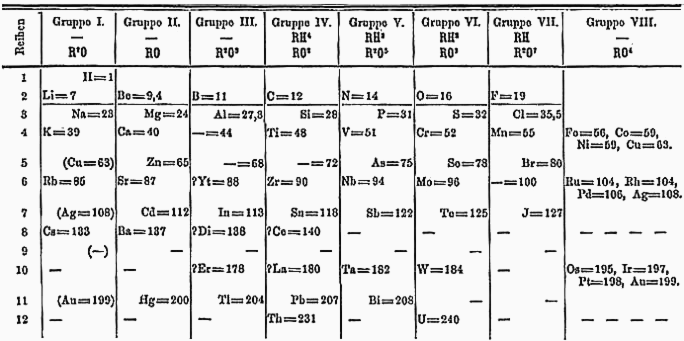
Дидим в таблице Менделеева (1871 г.).

Диди́м(ий) (лат. Didymium) — ошибочно открытый «химический элемент», фактически оказавшийся очень трудно разделяемой из-за близости химических свойств смесью двух редкоземельных химических элементов — празеодима и неодима.
В 1839 году Карл Густав Мосандер — шведский врач и химик — сообщил об открытии химического элемента «дидима», который, как показал в 1885 году австрийский химик Карл Ауэр фон Вельсбах, оказался смесью двух редкоземельных элементов — неодима и празеодима. Дидим (δίδυμος, в переводе с греческого — «близнец») был очень похож по свойствам на лантан.
В течение нескольких десятилетий дидим считался индивидуальным химическим элементом. Его химический символ «Di» встречается в первых вариантах системы химических элементов, созданной Д. И. Менделеевым.
И до сих пор естественную природную смесь неодима и празеодима часто называют «дидим» и иногда обозначают квазихимическим символом Di.
Дидим используется для изготовления специальных сортов стекла, которые эффективно ослабляют линии спектра излучения атомов натрия (например, для очков стеклодувов). В фотографии дидимовое стекло используется для изготовления светофильтров, повышающих насыщенность и контрастность красного цвета.